# 向山宏志
向山 宏志（むこうやま ひろし）は、日本の男性音響監督、演出家。東北新社を経てフリー。通称「むこちゃん」。

## 人物
製作会社の演出職募集に応募したことがきっかけで演出家となり、1980年代後半にデビュー。
スキーが得意。主な演出ではコメディ・SFを基本としている。
吹替のキャスティングをする際は候補を出していく過程で自身とプロデューサーらスタッフの意見の合意点を見つけていく作業を一番大切にしているといい、普段は主役を張らない様な人材を抜擢する事に達成感を感じたり、抜擢した人材が他の現場で自分とは異なるアプローチで抜擢される事で他の可能性を模索したりする事もあったと語っている。
自身の演出作品では出演者に向けて自演しながら指示を出す事もあるが、出演者側からは嫌がられてしまう事もあり、声優として参加したタレント三浦友和は取材を受けた際に名前こそ伏せたものの演者をあまり尊重しない方針に苛立ちを感じながら収録を進めたと漏らしていた(但し、同席していた黒木瞳は丁寧な演出だったと擁護する発言をしている。)。
WOWOWの元プロデューサー：橘田寿宏によれば通常の海外ドラマのアフレコは、翻訳を製本後にセリフのチェックを経て問題がなければアフレコの当日を迎えるのが普通形式なのだが、「ザ・シンプソンズ」では作品の質の高さと一流の声優陣の為に、毎週アフレコの3～4日前に向山と二人で実際にアフレコをしそれが本当にニュアンスが伝わるかどうかを全部チェックした上で全部の言葉を直して、声優陣にアフレコをしてもらっていたという。

## 作品リスト

### テレビアニメ
- 魔法陣グルグル
- ロードス島戦記-英雄騎士伝-

### 劇場版アニメ
- 魔法陣グルグル 劇場版

### OVA
- 転校生
- マグマ大使

### ゲーム
- キングダムハーツ ※清水洋史、松岡裕紀と共同
- キングダム ハーツII ※加藤敏、清水洋史と共同
- キングダム ハーツ バース バイ スリープ ※清水洋史と共同

### 吹き替え演出

#### 映画
- アドルフの画集
- アニー2
- 金城武の香港犯罪ファイル
- 危険な天使たち
- ギフト
- キャデラック・マン
- グラマー・エンジェル危機一発
- ゴースト/ニューヨークの幻 ※フジテレビ版(1993年)
- ジャッキー・ブラウン
- ジャングル 2 ジャングル
- ストリートファイター ※テレビ朝日版(1997年)
- ダンク・ブラザース/脱線ファンにご用心
- 天国に行けないパパ
- 裸の銃を持つ逃亡者
- バック・トゥ・ザ・フューチャー ※BSジャパン版(2014年)
- バック・トゥ・ザ・フューチャー PART2 ※BSジャパン版(2018年)
- バック・トゥ・ザ・フューチャー PART3 ※日本テレビ版(2001年)、BSジャパン版(2018年)
- 薔薇の素顔
- プラトーン
- プリンス・オブ・ペルシャ/時間の砂
- ブレイド ※テレビ東京版(2001年)
- フレディVSジェイソン
- ペイバック ※テレビ朝日版(2003年)
- WASABI
- コードネームはファルコン
- コールド マウンテン ※テレビ東京版(2007年)
- コップランド ※日本テレビ版(2000年)
- ブレア・ウィッチ・プロジェクト
- ブレアウィッチ2
- ブレア・ウィッチの呪い
- ブレイド2
- ブレイド3
- プレイ・ドール
- プレジデント・トルーマン
- ブロークバック・マウンテン
- ブロードウェイと銃弾
- フロム・ダスク・ティル・ドーン
- アタック・ナンバーハーフ2 全員集合!
- アトミック・トレイン［完全版］
- あなたは私のムコになる
- あのころ僕らは
- アート・オブ・ウォー ※テレビ東京版(2006年)
- アイアン・イーグル4
- アイスマン
- アサシン 暗・殺・者 ※日本テレビ版(1997年)
- ジャックはしゃべれま1,000
- ジャングル・ブック ※テレビ朝日版(1996年)
- ジャングル・ブック
- ジャンダラ　背徳の情事
- ウーマン・オン・トップ
- オズ はじまりの戦い
- オセロ
- 踊れトスカーナ!
- サニー 永遠の仲間たち
- ザ・パイロット
- ザ・プライバシー
- ダイアリー　アンナの秘密
- ダイアリー＜第2章＞　アンナの悦び
- ダイアリー＜第3章＞　アンナの戯れ
- ダイアリー＜第4章＞　アンナの吐息
- タイガーランド
- チルファクター
- ツイン・タウン
- クルーエル・インテンションズ3
- 軍事機密　パトリオット
- スーパードッグ　エア・バディ／ビーチバレーで危機一髪！
- スーパードッグ　エア・バディ／ベースボールで一発逆転！
- スカイ・ハイ
- 好きと言えなくて
- マーシャル博士の恐竜ランド
- マイアミ・ラプソディー
- マグナム
- マスク・オブ・ゾロ
- オーバー・ザ・ムーン
- オープン・ウォーター2
- オールド・ドッグ
- お買いもの中毒な私!
- パイレーツ・オブ・カリビアン/生命の泉
- バスキア
- バスケットボール・ダイアリーズ
- 裸の銃を持つ男PART2 1/2
- 裸の銃を持つ男PART33 1/3 最後の侮辱
- 裸の銃（ガン）を持つ逃亡者
- ディープ・エンド
- ディープシャーク
- スナイパー
- アイアンマン3
- ユア・マイ・サンシャイン
- マペットのホーンテッドマンション
- マレフィセント
- マレフィセント2
- ライオン・キング
- 愛に迷った時
- ソフィーの世界
- クルエラ
- エージェント:ライアン
- Mr.&Mrs. スミス ※日本テレビ版(2008年)
- 青い相姦
- 明るい離婚計画
- 悪夢の破片
- 彼女は夢見るドラマクイーン
- この森で、天使はバスを降りた
- ションヤンの酒家
- ライフ・イズ・コメディ! ピーター・セラーズの愛し方
- ビッグ・トラブル
- ビッグ・フィッシュ
- ヘイル、シーザー!
- ペイン&ゲイン 史上最低の一攫千金
- ベガス・バケーション
- ヘルレイザー4
- ジュエルに気をつけろ!
- 少林サッカー
- 処刑人
- ジョニー・デスティニー
- トレインスポッティング
- T2 トレインスポッティング
- トロン
- トロン: レガシー
- どんな時も
- ルール6
- ルディ／夢はレースで１等賞！
- レインディア・ゲーム
- レザレクション
- ライフ・アクアティック
- ラストコンサート
- ゴースト・ブラザー／天国から来たヒーロー
- ゴーン・フィッシン'
- 恋はデジャ・ブ
- 恋人はパパ/ひと夏の恋
- ホット・チック
- ホワイト・ファング
- ホワイトファング2/伝説の白い牙
- ホワイト・ライズ
- キルスティン・ダンストの大統領に気をつけろ!
- ギルバート・グレイプ
- キングダム
- ロードキラー
- ロード・トリップ パパは誰にも止められない!
- ロックアウト
- ロミーとミッシェルの場合
- 奇跡のシンフォニー
- キャメロット・ガーデンの少女
- 金城武の 香港犯罪ファイル
- ルイの9番目の人生
- ビバリーヒルズ・コップ3
- ビューティフル・ガールズ
- デッド・リミット
- 鉄ワン・アンダードッグ
- ミュリエルの結婚
- ミラクルワールド／ブッシュマン3
- ザ・ロイヤル・テネンバウムズ
- サンダーボール
- サンタに化けたヒッチハイカーは、なぜ家をめざすのか？
- グラン・ブルー　グレート・ブルー完全版 ※テレビ東京版(2000年)
- スコーピオン・キング ※日本テレビ版(2006年)
- スパイ・エンジェル グラマー美女軍団
- スリーピー・ホロウ ※テレビ東京版(2002年)
- スリーメン&ベビー ※フジテレビ版(1991年)
- プリティ・プリンセス2/ロイヤル・ウェディング
- プリフォンテーン
- 胡同のひまわり
- ファースト・キッド／僕のパパは大統領
- ファイナル・ロマンス
- 団塊ボーイズ
- エネミー・オブ・アメリカ ※フジテレビ版(2003年)
- エルム街の悪夢4 ザ・ドリームマスター 最後の反撃
- エルム街の悪夢5 ザ・ドリームチャイルド
- ガール・オン・ザ・トレイン
- カウントダウン
- 崖っぷちの男
- スタスキー&ハッチ
- スティール 鋼鉄の救世主
- スティック・イット！
- ネゴシエーター
- ノー・ルッキング・バック
- リード・マイ・リップス
- リアル・スティール
- ハードキャンディ
- パーフェクト・ファミリー
- ダブル・テイク
- ドグマ
- トスカーナの休日
- 25年目のキス
- 28DAYS
- レモニー・スニケットの世にも不幸せな物語
- デュース・ビガロウ、激安ジゴロ!?
- 天才マックスの世界
- トム・ソーヤーの大冒険
- トラブル・キッズ マックス・キーブルの大逆襲
- ハックフィンの大冒険
- バディ
- 沈黙の断崖 ※テレビ朝日版(2000年)
- デトネーター ※テレビ東京版(2009年)
- デモリショニスト／復讐の女捜査官 ※テレビ東京版(1998年)
- チャイナ・ムーン/魔性の女 白い肌に秘められた殺意
- マッド・シティ ※フジテレビ版(2001年)
- マネキン2 ※テレビ朝日版(1994年)
- ベビーシッター・アドベンチャー
- ヘル・キャンプ
- ボディ・ターゲット ※テレビ朝日版(1996年)
- g:mt　グリニッジ・ミーン・タイム
- GO!GO!ガジェット2
- 南極物語
- 南京の基督
- メデューサ
- ラングーンを越えて
- 102
- バブル・ボーイ
- ハムナプトラ3 呪われた皇帝の秘宝
- ミッション: 8ミニッツ
- 死にゆく者への祈り
- シューター　女スパイ・標的の罠
- ジュラシック・ボーイ
- 人類滅亡かUFOか 恐怖・謎の細菌病棟
- ザ・クリミナル
- クールボーダー
- 精神病棟
- ハッピー・アニバーサリー
- モッド・スクワッド
- 失われた男 NIGHTWORLD
- シティ・ヒート
- デンジャラス・プレイ／殺しのエンジェル
- NOTHING ナッシング
- カクテル
- 地獄のリベンジャーコップ
- フェティッシュ
- ロスト・エンジェル
- ジェフリー！ 愛はセックスだけじゃない
- チャウ・シンチーの 008 皇帝ミッション
- 最終絶叫計画4
- ケイティ
- 裏切りのベストセラー
- スリー・キングス
- サムシング・ワイルド
- わたしが美しくなった100の秘密

#### ドラマ
- 宇宙船レッド・ドワーフ号
- レイブン 見えちゃってチョー大変!
  - コーリー ホワイトハウスでチョー大変!
  - レイブンのウチはチョー大変!
- となりのサインフェルド
- スタートレック ディープ・スペース・ナイン
- スタートレック:ヴォイジャー

#### アニメ
- アーロと少年
- アバローのプリンセス エレナ
- インサイド・ヘッド
  - インサイド・ヘッド2
- イン・ヤン・ヨー!
- おしゃれキャット ※金田文夫、深澤茂行と共同
- カーズ2
  - カーズ/クロスロード
- ゴースト&モリー
- クワック・パック
- ザ・シンプソンズ
  - ザ・シンプソンズ MOVIE（DVDオリジナル版演出）
- 少女チャングムの夢
- 新くまのプーさん
- スーパー・ロボット・モンキー・チーム・ハイパーフォース GO!
- ダックテイル
- ダックにおまかせ ダークウィング・ダック
- 美女と野獣 ベルのファンタジーワールド
- 101匹わんちゃん (TVシリーズ)
- ミッキーマウス クラブハウス
- ムーミン谷のなかまたち
- ムーラン
  - ムーラン2
- リトル・マーメイドIII はじまりの物語
- BIONICLE　マスク・オブ・ライト　ザ・ムービー
  - BIONICLE2　メトロ・ヌイの伝説
- アンツ
- ハウス・オブ・マウス
- インクレディブル・ファミリー
- ダイナソー
- ダックテイル・ザ・ムービー/失われた魔法のランプ
- タンタンの冒険/ユニコーン号の秘密
- ちいさなプリンセス ソフィア
- ガーディアンズ 伝説の勇者たち
- わんわん物語 II
- バグズ・ライフ
- バンビ2 森のプリンス
- プレーンズ
- プレーンズ2/ファイアー&レスキュー
- シュレック
  - シュレック2
  - シュレック3
- シンデレラIII 戻された時計の針
- マペット・ベビー
- モアナと伝説の海
  - モアナと伝説の海2
- ライオン・ガード
- ザ・リプレイス　大人とりかえ作戦
- ソウルフル・ワールド
- ラテン・アメリカの旅 木村絵理子、高橋剛、加藤敏と共同
- ミッキーマウスとロードレーサーズ
- ミッキーマウス　ミックス・アドベンチャー
- 三人の騎士の伝説
- バズ・ライトイヤー
- アリスとふしぎのくにのベーカリー